# Mary Mauritia Tiefenböck
Teresa Tiefenböck (Grafenau, 22 de febrero de 1835 - King William's Town, 24 de octubre de 1900), más conocida por su nombre religioso Mary Mauritia, fue una religiosa católica alemana, primero fue monja dominica, y después, misionera en Sudáfrica, terciaria dominica y fundadora de la Congregación de Santa Catalina de Siena de King William's Town.

## Biografía
Teresa Tiefenböck nació en la ciudad de Grafenau, en el estado de Baviera (Alemania), el 22 de febrero de 1835. Sus padres fueron Anton Tiefenboeck y Cartharine Alteneder. Ingresó al monasterio de las dominicas de Santa Úrsula de Augsburgo, donde vistió el hábito y cambio el nombre por el de Mary Mauritia, el 22 de septiembre de 1858. Hizo parte del grupo de fundadoras de la comunidad dominica en el monasterio de Wettenhausen, en 1866, pero al hacerse independiente, ella regresó a la casa madre de Augsburgo.
Tiefenböck fue enviada como misionera a Sudáfrica, a la cabeza de un grupo de siete compañeras del monasterio de Santa Úrsula, el 22 de octubre de 1877. La comunidad se estableció en King William's Town por petición de James David Ricards, vicario apostólico de Cabo de Buena Esperanza. Tras la independencia, en 1878, de la comunidad formaron un nuevo instituto religioso, con el nombre de Congregación de Santa Catalina de Siena de King William's Town, y Mary Mauritia fue nombrada primera superiora general. Razón por la cual, esta religiosa es considerada la fundadora de la congregación. Durante su gobierno se dedicó a establecer los cimientos del nuevo instituto y expandir por otras regiones de Sudáfrica. Finalmente, la fundadora murió el 24 de octubre de 1900.